# Claude-Marie Devenet
Claude-Marie Devenet né à Uchizy le 28 novembre 1851 et mort à Paris le 11 novembre 1931 est un sculpteur et médailleur français.

## Biographie

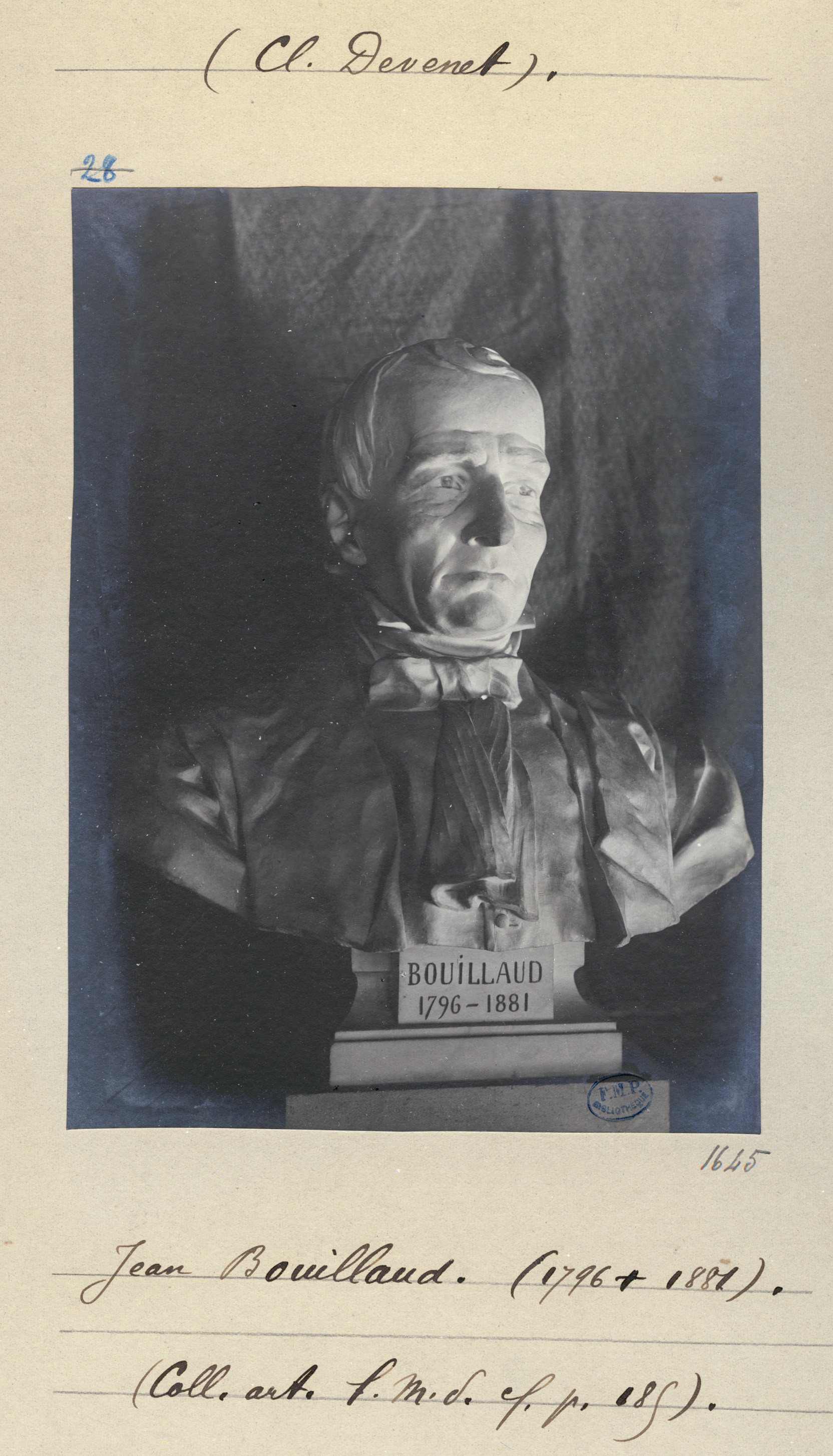
Buste de Jean-Baptiste Bouillaud, Paris, bibliothèque interuniversitaire de santé.

Claude-Marie Devenet est élève d'Auguste Dumont à l'École des beaux-arts de Paris. Membre de la Société des artistes français, il expose à son Salon où il obtient une médaille de 3e classe en 1882. Il remporte une médaille de bronze à l'Exposition universelle de 1900 à Paris.
Il meurt, le 11 novembre 1931, à son domicile au 148, rue de Bagnolet dans le 20e arrondissement de Paris.

## Œuvres
- Paris :
  - bibliothèque interuniversitaire de santé : Buste de Jean-Baptiste Bouillaud.
  - musée d'Orsay :
    - J.B. Giraud, 1893, médaille biface en bronze[3] :
    - Jeanne D., 1894, plaquette uniface en bronze[4] ;
    - Bressane en costume ancien, 1900, plaquette uniface en bronze[5].
- Uchizy :
  - <Buste de Poilu du monument aux morts.
- Tournus :
  - La tricoteuse de 93, buste en plâtre ;
  - Deschamps, buste en marbre.